# Cementiri d'Alboquers
El Cementiri d'Alboquers és una obra de Sant Bartomeu del Grau (Osona) inclosa a l'Inventari del Patrimoni Arquitectònic de Catalunya.

## Descripció
Es tracta d'una construcció de planta rectangular formada per quatre murs que tanquen el recinte amb una façana rectangular. Els murs són fets amb pedres irregulars, morter i, en les últimes reformes, ciment.
La porta d'entrada és amb llinda, on es llegeix la data 1889.

## Història
Aquest cementiri substitueix l'antic cementiri d'Alboquers que estava situat al costat de l'església i no als afores del nucli de població. La data de la llinda de la porta del cementiri el data a l'any 1889.